# Джонатан — друг медведей
«Джонатан — друг медведей» (итал. Jonathan degli orsi) — итальянско-российский фильм 1994 года режиссёра Энцо Дж. Кастеллари.
В своей книге 2011 года «Любое оружие может играть» Кевин Грант пишет, что это был последний крупный европейский вестерн. В то же время рецензент журнала «Variety» называл фильм первым «борщ-вестерном» (по аналогии с жанром «спагетти-вестерн»):

…первый «борщ-вестерн», «Джонатан из медведей» — это оживленный жанровый фильм Франко Неро, снятый полностью в России. Смешанный итальянский, русский и американский актёрский состав и съёмочная группа плавно сливаются в рассказе об одиночке, который нападает на город злодеев, защищая индейцев, которые его вырастили.
Оригинальный текст (англ.)first «borscht Western», «Jonathan of the Bears» is a lively Franco Nero genre pic, shot entirely in Russia. A mixed Italian, Russian and U.S. cast and crew blend smoothly in a tale about a loner who takes on a town of evildoers in defense of the Indians who raised him.
— журнал «Variety»
Продюсер фильма Александр Шкодо получил приз жюри «За риск в киноискусстве» кинофестиваля «Золотой Дюк» (Одесса, 1994) и премию кинофестиваля «Золотой овен» (Москва, 1995).

## Сюжет
Маленьким ребёнком Джонатан, родителей которого убили, оказался один в лесу. Спасённый медведем и его детенышем, он ведёт дикую жизнь, пока его не подбирает Таванка — вождь индейского племени Модоков.
Прошло много лет, Джонатан возвращается в деревню. Таванка, умирая, именно ему поручает защищать свой народ. И Джонатан не бросит индейцев, он будет жить в духе своего «первого друга» — маленького медведя, с которым он вырос, и которого недавно спас от охотников.
Местный судья задумал уничтожить индейцев, чтобы захватить находящиеся на их земле нефтяные месторождения. Поручено это дело наёмникам и охотникам, которым индейцы не позволяют хищно уничтожать природу.
Джонатану с помощью Шаи (красивой немой индианки) и Чатоу (сына вождя Таванки) удаётся спасти людей племени Модоков, как он и обещал Таванке.

## О фильме
Фильм был полностью снят в России, декорации индейской деревни были построены на подмосковной военной базе.
Фильм был показан на Каннском кинорынке в 1994 году, но с прокатом возникли проблемы, фильм вышел только в 1995 году и неудачно: актёр Франко Неро назвал два фактора коммерческого провала фильма. Во-первых, дистрибьюторы должны были выпустить фильм на Рождество, но из-за финансового провала ряда вестернов, таких как «Уайатт Эрп» и «Джеронимо: Американская легенда», фильм вышел только в мае, когда зритель не шёл в кинотеатры. Во-вторых, Неро обвинил в неудаче режиссёра — из-за того, что первая половина фильма выглядела как «фильм для детей, с мальчиком и медведем, а затем вторая часть — настоящий итальянский вестерн. Я всегда говорил Кастеллари: „Энцо, тебе следовало вырезать хотя бы 10-15 минут из первой части“».

## В ролях
- Франко Неро — Джонатан
  - Игорь Алимов — Джонатан в детстве
- Джон Сэксон — Фред Гудвин
- Флойд Вестерман — Таванка, вождь племени Модоков
- Дэвид Хесс — Мэддок
- Мелоди Робертсон — Шая
- Сигура Кнайвенг — Чатоу
- Родриго Обрегон — Каспар
- Бобби Родес — Вильямсон
- Мари Луиз Синклэр — хозяйка борделя
- Эннио Джиролами — Стейт, наёмник в чёрном
- Борис Хмельницкий — Линч, религиозный наёмник
- Виктор Гайнов — Боло, высокий наёмник
- Борис Репетур — буровой инженер Грин
- Вячеслав Руднев — кузнец
- Анатолий Мамбетов — охотник
- Владимир Головачёв — охотник
- и другие